# Confessione di fede scozzese

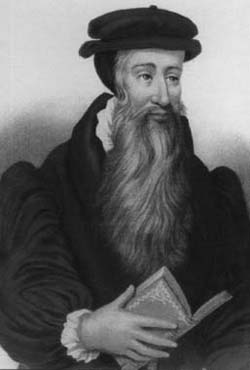
John Knox

La confessione scozzese (chiamata anche confessione scozzese del 1560) è una confessione di fede riformata scritta nel 1560 da sei riformatori protestanti scozzesi, fra i quali spicca John Knox, adottata dal Parlamento di Scozia il 27 agosto 1560, sotto il regno di Maria Stuarda (mentre questa stava in Francia). Insieme al Codice di disciplina (che regolava l'organizzazione della chiesa presbiteriana) ed il Book of Common Order (equivalente presbiteriano del Book of Common Prayer anglicano, che regolava la liturgia), questo testo fa parte della prima "regola subordinata" (subordinate standard), vale a dire un insieme di regole che devono sempre considerarsi subordinate alla Bibbia, solo testo considerato inerrante) stabilendo ufficialmente i principi e le regole di funzionamento della Chiesa di Scozia. Facendo parte del testo di legge del 1560 intitolato the Confession of Faith Ratification Act 1560 (Legge di ratifica della confessione di fede del 1560), la confessione scozzese continua a far parte del diritto scozzese.

## Contenuto
Come le altre confessioni di fede calviniste, essa rifiuta il dogma della transustanziazione ed afferma la presenza reale spirituale di Cristo nella Santa Cena. Ma Knox si distingue da Giovanni Calvino per essere più sfumato sulla predestinazione. Egli insiste sull'elezione eterna.
Si compone di 25 capitoli:
- Capitolo 1 - Dio
- Capitolo 2 - La creazione dell'uomo
- Capitolo 3 - Il peccato originale
- Capitolo 4 - la rivelazione della promessa
- Capitolo 5 - La continuità, la crescita e la preservazione della Chiesa
- Capitolo 6 - L'incarnazione di Gesù Cristo
- Capitolo 7 - Perché il Mediatore doveva essere vero Dio e vero Uomo
- Capitolo 8 - L'elezione
- Capitolo 9 - la morte, la passione e la sepoltura di Cristo
- Capitolo 10 - La risurrezione
- Capitolo 11 - L'ascensione
- Capitolo 12 - La fede nello Spirito Santo
- Capitolo 13 - La causa delle opere buone
- Capitolo 14 - Le opere che contano davanti a Dio
- Capitolo 15 - La perfezione della Legge e l'imperfezione dell'Uomo
- Capitolo 16 - La Chiesa
- Capitolo 17 - L'immortalità delle anime
- Capitolo 18 - I criteri in base ai quali la vera chiesa sarà separata dalla falsa e chi sarà il Giudice delle dottrine
- Capitolo 19 - L'autorita delle Scritture
- Capitolo 20 - I concili generali, loro poteri, autorità e motivo della loro convocazione
- Capitolo 21 - I sacramenti
- Capitolo 22 - La giusta amministrazione dei sacramenti
- Capitolo 23 - A chi spettano i sacramenti
- Capitolo 24 - Il magistrato statale
- Capitolo 25 - Le donazioni offerte alla Chiesa

## Storia

### Preparazione ed approvazione
Ad agosto 1560, il Parlamento di Scozia accettò di riformare la religione del Paese. Per consentirgli di decidere cosa dovesse essere la fede riformata, si incaricò una commissione di sei ecclesiastici (curiosamente, tutti di nome Giovanni, da cui il soprannome, i sei Giovanni, the Six-John) di preparare la nuova confessione di fede, sotto la presidenza di John Knox, motivo per cui gli si attribuisce generalmente la paternità del lavoro realizzato - in soli 4 giorni - da questo gruppo.
Contemporanea dei testi pubblicati a Ginevra dai discepoli di Giovanni Calvino, i 25 capitoli della confessione enunciano una visione calvinista della fede cristiana.
Il Parlamento scozzese approvò la confessione scozzese il 27 agosto 1560.

### Realizzazione
Malgrado l'approvazione del parlamento, la cattolicissima sovrana scozzese Maria Stuarda, appellandosi al Trattato di Edimburgo (trattato internazionale che metteva fine alla vecchia alleanza fra Scozia, Norvegia e Francia), rifiutò la ratifica del testo che dovette attendere fino al 1567 la firma (del reggente) del successore della regina Maria, Giacomo VI (lo stesso Re a cui è dedicata la Bibbia di Re Giacomo, King James Version, del 1611).
Questa confessione non contiene alcuna costrizione per gli ecclesiastici che non erano soggetti ad alcun giuramento o previa professione di fede. La sola misura politica importante assunta dal Parlamento fu l'abolizione dell'autorità pontificia. Fino al 1566, non vi fu alcuna legge che obbligasse i preti cattolici a cedere il posto a ministri riformati: molti rimasero nelle loro parrocchie.
Nel 1561, un Book of Discipline ("libro di disciplina") fu elaborato da una commissione di ecclesiastici. A differenza di Ginevra, i soli ministeri erano i pastori e gli anziani. Essi erano eletti dalle parrocchie. Soprattutto, si istituivano dei «sovrintendenti», la cui autorità si estendeva su regioni analoghe alle antiche diocesi, sottoposti a dei magistrati ed alla Corona. Molti vescovi cattolici divennero sovrintendenti, alcuni abbracciando sinceramente la nuova fede.
La confessione scozzese rimase la confessione della Chiesa di Scozia fino alla sua sostituzione con la Confessione di fede di Westminster il 27 agosto 1647. Dal 1967, essa è stata inclusa nel Libro delle Confessioni della Chiesa presbiteriana Unita degli Stati Uniti. D'altronde, fa tuttora parte dell'ordinamento giuridico scozzese.